# Boreaal (tijdperk)
| Serie       | Etage       | Chronozone    | Tijd (jaar BP) |
| ----------- | ----------- | ------------- | -------------- |
| Holoceen    | Holoceen    | Subatlanticum | 0              |
| Holoceen    | Holoceen    | Subatlanticum | 2400           |
| Holoceen    | Holoceen    | Subboreaal    |                |
| Holoceen    | Holoceen    | 5660          |                |
| Holoceen    | Holoceen    | Atlanticum    |                |
| Holoceen    | Holoceen    | 9220          |                |
| Holoceen    | Holoceen    | Boreaal       |                |
| Holoceen    | Holoceen    | 10.640        |                |
| Holoceen    | Holoceen    | Preboreaal    |                |
| Holoceen    | Holoceen    | 11.560        |                |
| Pleistoceen | Weichselien | Jonge Dryas   |                |
| Pleistoceen | Weichselien | Jonge Dryas   | 12.700         |

Het Boreaal (van borealis, Latijn voor noordelijk of van het noorden) is een tijdperk in Noordwest-Europa in de tijdschaal van Blytt-Sernander. De periode duurde ongeveer van 10.640 tot 9.220 jaar geleden. Het tijdperk volgt in sommige tijdschalen direct op de Weichsel-ijstijd, maar in Noordwest-Europa wordt meestal nog een tijdperk voor het Boreaal herkend, dat Preboreaal wordt genoemd. In dit geval start het Boreaal pas rond 10.200 jaar geleden. De overgang naar de volgende periode, het Atlanticum, start doorgaans rond 9.200 jaar geleden.
Het Boreaal komt overeen met pollenzone II van Zagwijn en V van Litt.

## Klimaat
Nadat het klimaat steeds warmer werd trokken de gletsjers zich in Scandinavië verder terug. De zeespiegel steeg: het Boreaal was de laatste periode waarin Groot-Brittannië vastzat aan het Europese vasteland. Nadat eerst Ierland gescheiden was van Engeland door het ontstaan van de Ierse Zee, ontstond aan het einde van het Boreaal ook Het Kanaal tussen Engeland en het vasteland. De Noordzee liep steeds verder vol, aan het einde van het Boreaal lag de kustlijn echter nog een paar tientallen kilometers buiten de huidige kustlijn.
Het klimaat was in Noordwest-Europa in het Boreaal kouder dan in het eropvolgende Atlanticum, en kan als een continentaal klimaat worden beschreven met weinig regenval. Nederland en België waren bedekt met bossen en heidevelden.

## Flora en fauna

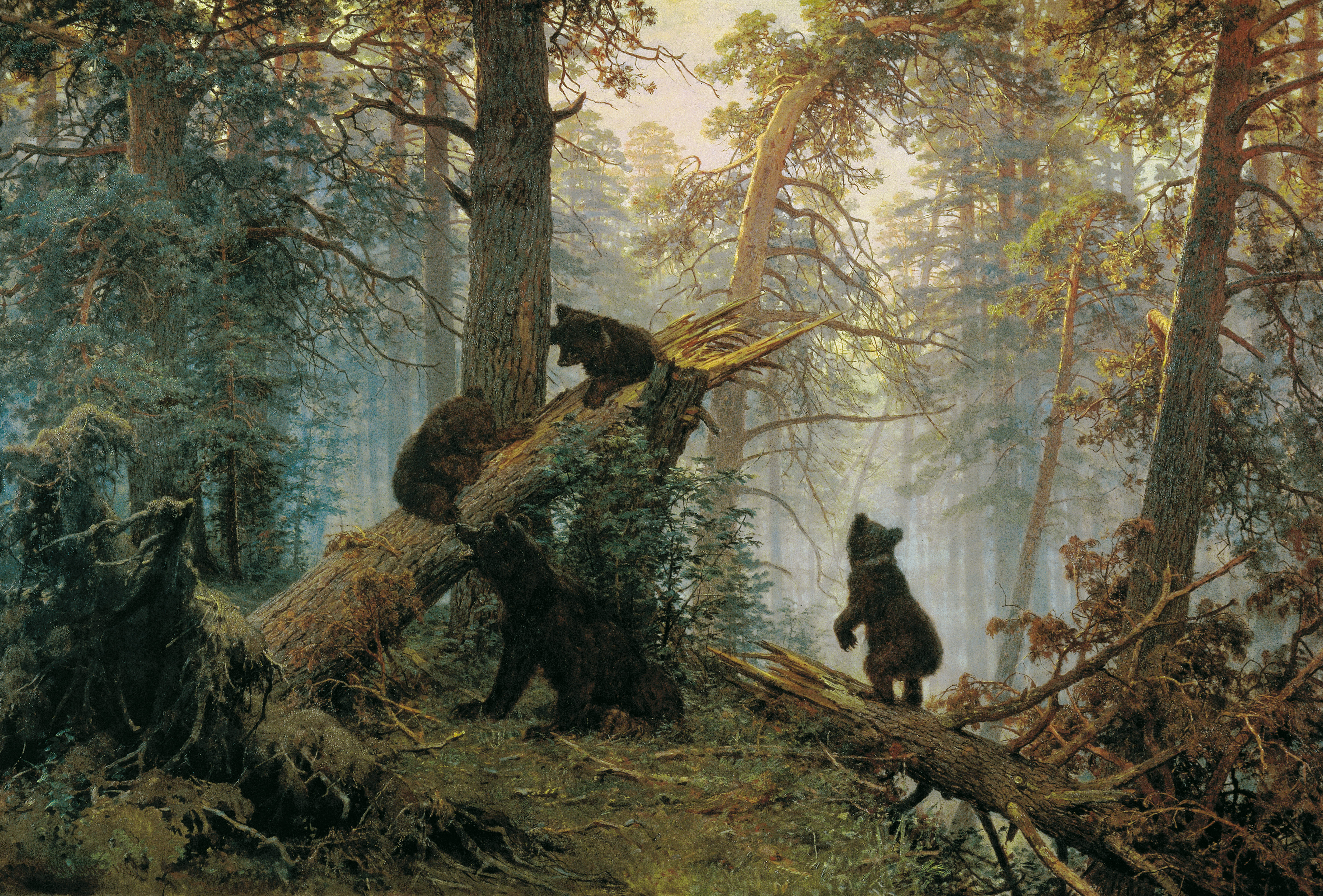
"Ochtend in het dennenbos", door Ivan Sjisjkin

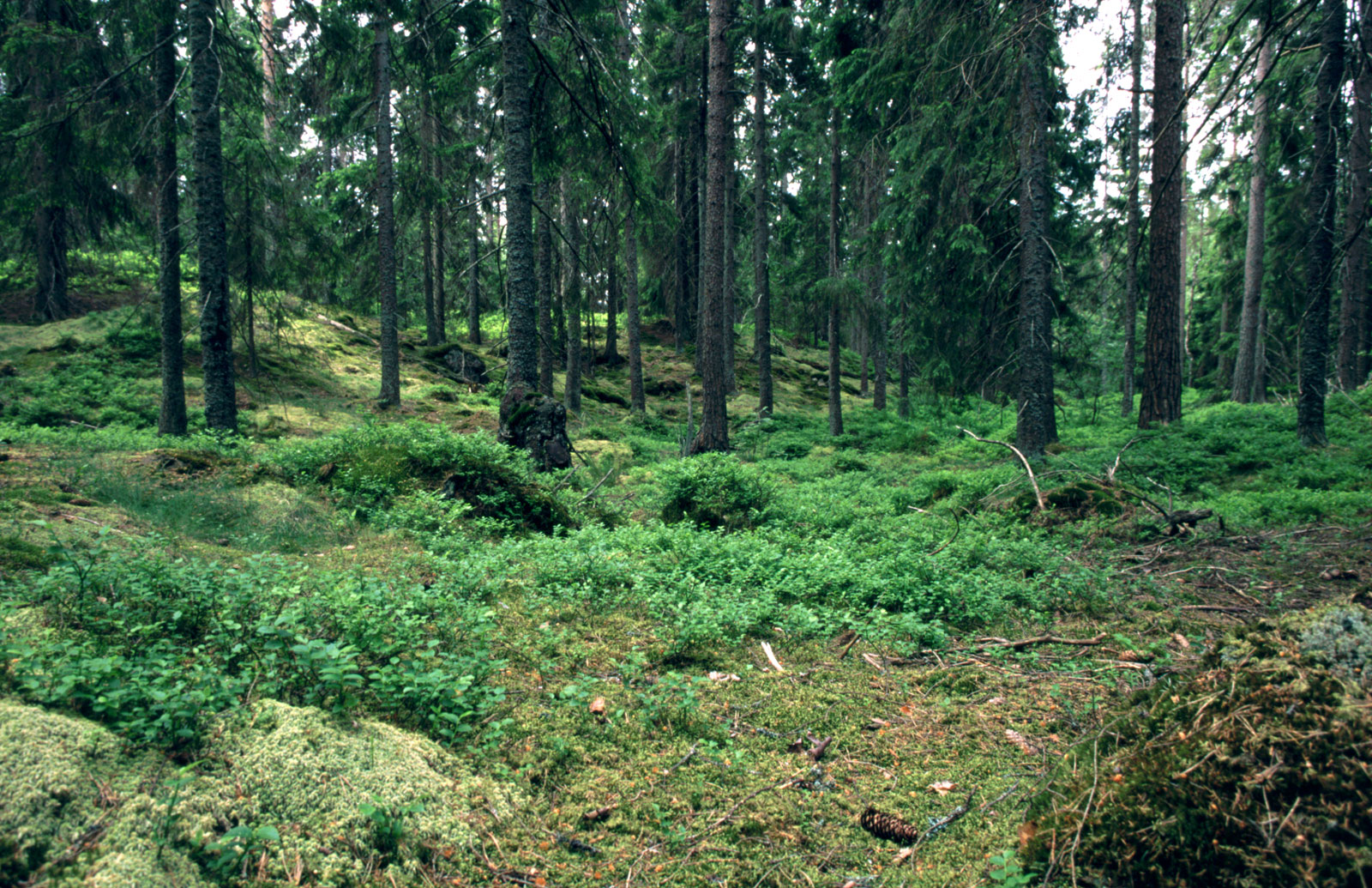
Dennenbos bij Ånnaboda, Zweden

Gedurende het Boreaal groeiden steeds warmere soorten planten in Noord-Europa. Voorbeelden zijn de klimop en maretak, die in het Boreaal tot in Denemarken oprukten. In pollenzone V worden de pionierssoorten uit het Preboreaal vervangen door steeds meer dennen, gepaard met een opkomst van de hazelaar (Corylus avellana). Dit wordt door palynologen het pijn-hazelbos genoemd. In het laat-Boreaal werd dit weer vervangen door de opkomst van diverse soorten eiken, waarbij het zogenaamde gemengde eikenbos ontstond. Den, berk en hazelaar maakten plaats voor eiken, iepen, linden en elzen. In de moerassen die ontstonden groeiden soorten als de grote lisdodde (Typha latifolia).
De bossen werden bevolkt door herten, wilde zwijnen, wolven, beren, lynxen en oerossen.
De moerassen en rivieren waren in het Boreaal de woonplaats van dieren als bevers (Castor fiber) en otters (Lutra lutra), vissoorten als snoeken of meervallen kwamen in grote aantallen voor.

## Veenafzettingen in Nederland en België
Ondanks het droge klimaat kwamen in Nederland en Vlaanderen moeras voor als gevolg van de stijgende zeespiegel. In deze moerassen werd laagveen afgezet, een grondsoort die bestaat uit de resten van dode planten. Deze veenlaag wordt het basisveen genoemd.

## Mensen
Het Boreaal valt in de middensteentijd, waarin mensen steeds vaker en langer op dezelfde plek bleven wonen, en als jager-verzamelaars aan hun voedsel kwamen. Hoewel in het Midden-Oosten en Zuid-Europa al sprake was van landbouw op grote schaal, zou deze omschakeling in Noord-Europa pas duizenden jaren later plaatsvinden. Dit wordt vooral geweten aan de grote hoeveelheden voedsel die in de wouden van Noord-Europa voorhanden waren. De mens brandde wel op kleine schaal stukken bos af om open plekken te creëren.
Onder andere bij het Russische Vis aan de Vytsjegdarivier is een mesolithische nederzetting gevonden, wat veel informatie heeft opgeleverd over het leven tijdens het Boreaal. Van planten werden netten en korven gevlochten. De vissers peddelden over de rivier in berkenhouten bootjes om hun netten uit te zetten. In de winter werden ski's en sleeën gebruikt bij het verzamelen van voedsel. Verder zijn wapens als bogen, pijlen en speren gevonden. Veel gebruiksvoorwerpen werden gedecoreerd met motieven als slangen, mensen en dieren.